# Hr.Ms. Soemba
Hr.Ms. Soemba – holenderska kanonierka z okresu dwudziestolecia międzywojennego i II wojny światowej, jedna z dwóch zbudowanych jednostek typu Flores. Okręt wypierał 1683 tony, a jego główne uzbrojenie stanowiły trzy działa kalibru 149 mm Boforsa, uzupełniane przez artylerię przeciwlotniczą.
Jednostka została zwodowana 24 sierpnia 1925 roku w stoczni Wilton w Schiedam, a do składu Koninklijke Marine wcielono ją w 12 kwietnia 1926 roku. Nazwa pochodziła od wyspy Sumba (Soemba, Wyspa Sandałowa). Okręt przeznaczony był do służby w holenderskich posiadłościach w Azji, stacjonując w Holenderskich Indiach Wschodnich. Po rozpoczęciu w grudniu 1941 roku przez Japonię wojny na Pacyfiku kanonierka wzięła udział w obronie holenderskich posiadłości, a następnie ewakuowała się do Indii. Uczestniczyła w eskorcie konwojów morskich, a od 1943 roku operowała na Morzu Śródziemnym, biorąc udział w kampanii włoskiej. W 1944 roku wspierała lądowanie w Normandii. Po zakończeniu wojny jednostka pełniła funkcję radarowego okrętu szkolnego, a od 1951 roku okrętu naprowadzania samolotów. W 1956 roku „Soemba” stała się hulkiem mieszkalnym, od 1958 roku pełniła rolę okrętu szkolnego, a następnie okrętu-bazy nurków. 9 czerwca 1985 roku jednostka została wycofana ze służby, po czym sprzedana i złomowana.

## Projekt i budowa
Po I wojnie światowej holenderska marynarka wojenna posiadała jedynie trzy stosunkowo nowoczesne kanonierki, którymi były zbudowane w latach 1911–1915 przybrzeżne okręty typu Brinio . Z racji rozmiarów i braku przystosowania do pełnomorskiej żeglugi jednostki te nie nadawały się do służby w holenderskich koloniach, gdzie potrzebne były opancerzone i silnie uzbrojone okręty do obrony wybrzeża, pól minowych i ostrzału sił lądowych potencjalnego nieprzyjaciela. Wychodząc naprzeciw tym potrzebom, w 1924 roku inżynierowie L. Troost i M.F. Gunning opracowali projekt sporego, pełnomorskiego okrętu, uzbrojonego w działa o dużym kalibrze i donośności. W latach 1924–1926 zbudowano dwie jednostki („Flores” i „Soemba”), przeznaczone do służby w Holenderskich Indiach Wschodnich.
Hr.Ms. „Soemba” zbudowany został w stoczni Wilton w Schiedam (numer stoczniowy 304) . Stępkę okrętu położono 24 grudnia 1924 roku, a zwodowany został 24 sierpnia 1925 roku . Nazwa kanonierki pochodziła od znajdującej się w archipelagu Małych Wysp Sundajskich wyspy Sumba (Soemba, Wyspa Sandałowa). Koszt budowy jednostki wyniósł 1,223 mln guldenów.

## Dane taktyczno-techniczne

### Charakterystyka ogólna

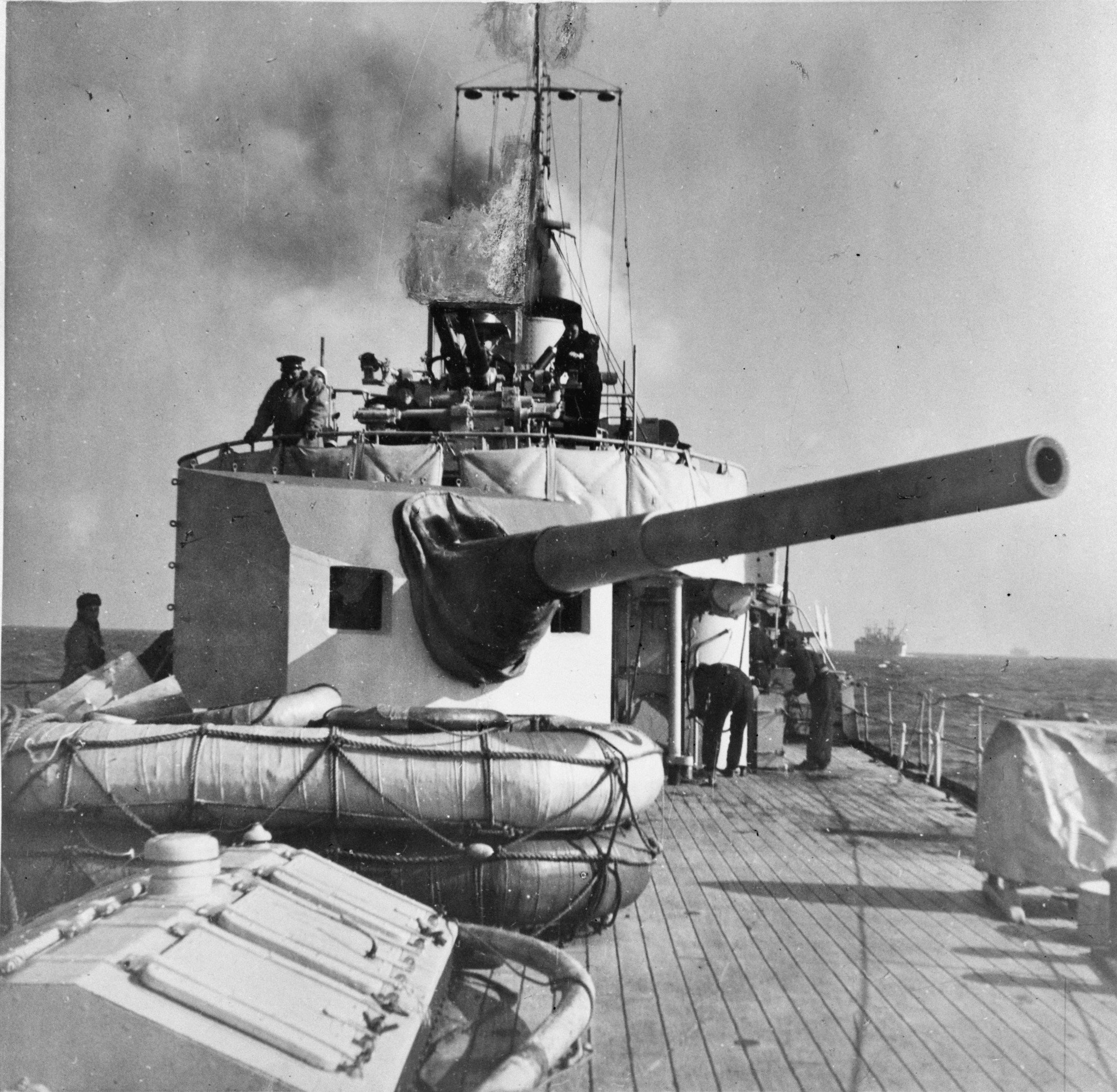
Armata kal. 149 mm na pokładzie siostrzanej „Flores”

Okręt był kanonierką o długości całkowitej 75,6 metra (74 metry na linii wodnej), szerokości całkowitej 11,89 metra (11,5 metra na linii wodnej) i zanurzeniu 3,2–3,7 metra. Wysokość boczna wynosiła 6,29 metra. Kadłub podzielony był za pomocą grodzi wzdłużnych i poprzecznych na 11 przedziałów wodoszczelnych i miał dno podwójne na 81% długości. Wyporność standardowa wynosiła 1457 ton, a pełna 1683 tony. Wysokość metacentryczna wynosiła 0,5 metra.
Kanonierka miała wysoką dzielność morską dzięki wysokiemu pokładowi dziobowemu, przez co pokład nie był zalewany przez fale, oraz dobrą sterowność.
Załoga jednostki liczyła 132–134 oficerów, podoficerów i marynarzy (w tym do 67 Indonezyjczyków).

### Urządzenia napędowe
Siłownię jednostki stanowiły dwie pionowe maszyny parowe potrójnego rozprężania o łącznej mocy 2034 KM, do których parę dostarczały cztery wodnorurkowe kotły Yarrow, wyprodukowane w macierzystej stoczni . Opalane ropą naftową kotły o ciśnieniu roboczym 14,06 kG/cm² miały po trzy paleniska i powierzchnię grzewczą 548 m². Kotły umieszczone były w dwóch oddzielnych, położonych jedna za drugą kotłowniach, a maszyny parowe zamontowano we wspólnym przedziale za kotłowniami; spaliny były odprowadzane przez wspólny komin. Okręt napędzały dwie trójłopatowe śruby o średnicy 2,5 metra każda; miał jeden ster typu Flettnera. Maksymalna prędkość okrętu wynosiła 14,57 węzła, nie osiągając projektowych 15 węzłów. Okręt zabierał 285 ton paliwa, co pozwalało osiągnąć zasięg wynoszący 8000 Mm przy prędkości 8 węzłów.

### Uzbrojenie i opancerzenie
Na uzbrojenie artyleryjskie okrętu składały się trzy pojedyncze działa kalibru 15 cm (rzeczywisty kaliber wynosił 149,1 mm) Bofors nr 7 model 1925 L/50, osłonięte pancernymi maskami . Jedno działo umieszczono na pokładzie dziobowym, drugie w superpozycji na nadbudówce dziobowej, a trzecie na pokładzie rufowym. Armaty strzelały amunicją rozdzielnego ładowania (pociskami przeciwpancernymi o masie 46,7 kg i odłamkowo-burzącymi o masie 45 kg); łączny zapas pocisków wraz z ładunkami miotającymi wynosił 450.
Broń przeciwlotniczą stanowiły początkowo: jedno działo przeciwlotnicze Boforsa kalibru 75 mm nr 6 model 1918 L/60, umieszczone na pokładzie górnym między rufowym działem głównego kalibru a dalmierzem (z zapasem 300 pocisków) oraz dwa podwójne zestawy wielkokalibrowych karabinów maszynowych kalibru 12,7 mm Vickers nr 4 L/90, umieszczone równolegle do siebie po obu stronach nadbudówki, z łącznym zapasem amunicji wynoszącym 5000 naboi. Dodatkowo na okręcie znajdowały się dwa karabiny maszynowe kalibru 7,7 mm Hotchkiss nr 4.
Głównym elementem wykonanego ze stali niklowej Kruppa pancerza kanonierki był pokład pancerny, o grubości od 25 do 50 mm . Wieża dowodzenia i komory amunicyjne chronione były płytami grubości 25 mm. Opancerzone były też maski dział artylerii głównej, a ich grubość wynosiła od 15 (góra) poprzez 40 (boki) do 80 mm (przód) . Całkowita masa opancerzenia wynosiła 215,9 tony.

### Wyposażenie
Jednostka miała instalację do wytwarzania zasłony dymnej. Na pokładzie znalazły się dwie motorówki 28-stopowe (8,53 metra), dwie szalupy typu B4 i jeden jol typu F2. Rufa okrętu przystosowana była do przenoszenia wodnosamolotu pokładowego, który służył do korygowania ognia artylerii głównej i rozpoznania; opuszczany był na wodę i podnoszony za pomocą umieszczonego na prawej burcie bomu. Początkowo kanonierka wyposażona była w wodnosamolot Van Berkel W-A.

## Służba

### Okres międzywojenny do 1939 roku

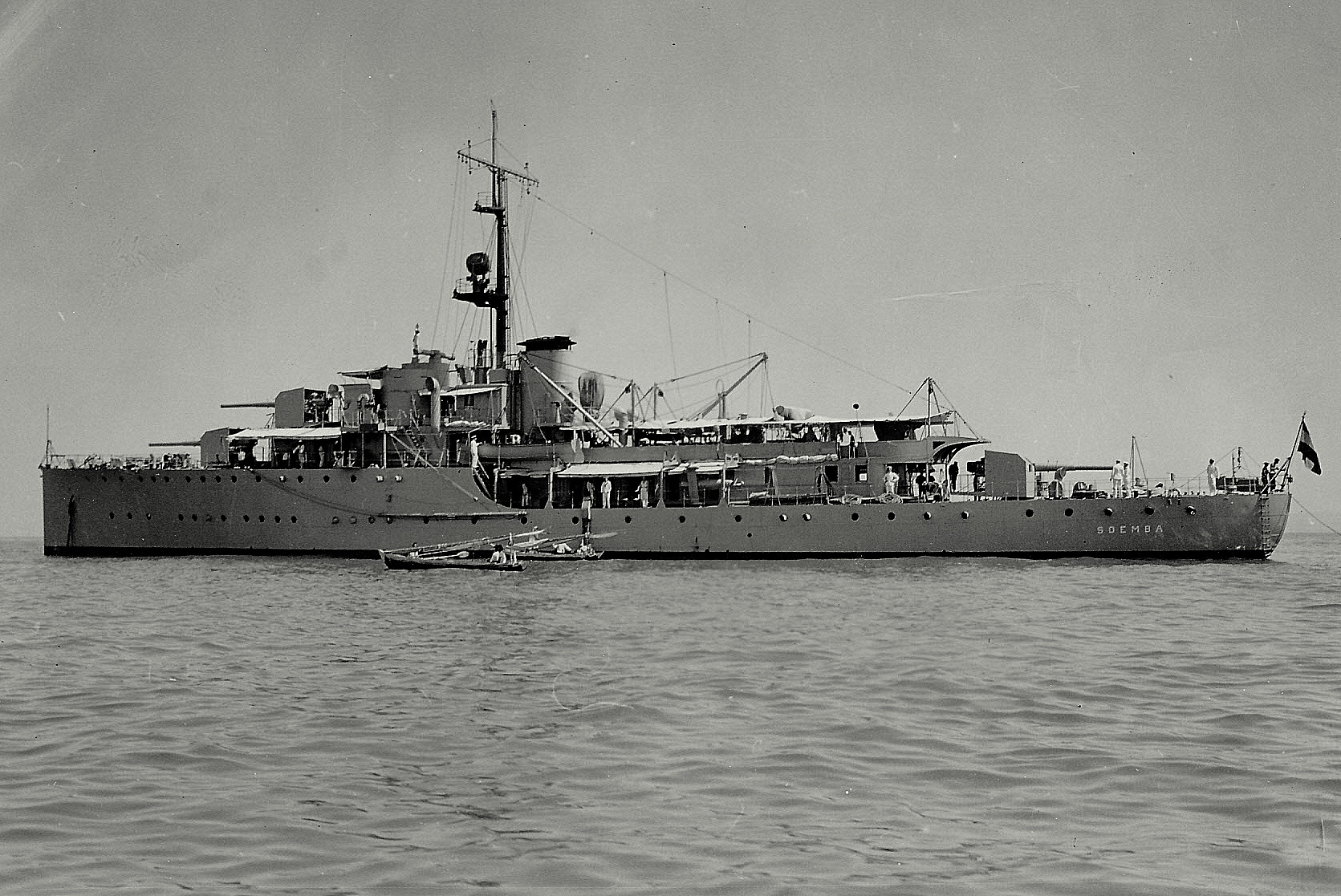
„Soemba” w Holenderskich Indiach Wschodnich w 1934 roku

Hr. Ms. „Soemba” został wcielony do Koninklijke Marine 12 kwietnia 1926 roku . Pierwszym dowódcą jednostki został mianowany kmdr Johannes Franciskus Osten. 15 czerwca „Soemba” wraz z bliźniaczą „Flores” wyruszyły z Den Helder w stronę Holenderskich Indii Wschodnich, docierając przez Sewillę, Tunis, Port Said, Aden i Kolombo do Sabangu, który osiągnęły 10 sierpnia . Osiem dni później kanonierka przepłynęła do Tanjung Priok.
W dniach 1–28 marca 1927 roku „Soemba” i „Flores” wyszły z Surabai w rejs po Morzu Południowochińskim, docierając do Singapuru oraz Sajgonu i powracając do Tanjung Priok. 7 grudnia dowództwo okrętu objął kmdr por. J.J. van den Linden.
W 1929 roku na jednostce zaokrętowano nowszy model wodnosamolotu – Fokker C.VII-W. W tym samym roku okręt odbył rejs do portów Indochin i Syjamu.
1 kwietnia 1931 roku nastąpiła zmiana na stanowisku dowódcy kanonierki – nowym został kmdr ppor. C.J. van Asbeck. Od grudnia 1931 roku do 25 stycznia 1932 roku na pokładzie „Soemby” i okrętu-bazy „Pelikaan” ćwiczyli artylerzyści. W październiku 1932 roku okręt uratował kilku rozbitków ze statku rybackiego, który wszedł na skały w pobliżu Kota Baru. Od grudnia 1932 roku do 25 stycznia 1933 roku w Surabai jednostka przeszła remont stoczniowy.
W połowie 1933 roku „Soemba” udała się w rejs do wschodniej części Holenderskich Indii Wschodnich, odwiedzając Ambon, Boelę, Manokwari oraz wyspy Mapia i Banda Neira. 7 grudnia 1933 roku dowództwo kanonierki objął kmdr ppor. W. van Lier, zmieniony 10 lutego 1934 roku przez kmdra por. R.P. van de Rooya. 20 sierpnia kolejnym dowódcą został mianowany kmdr ppor. W.H.C. Hoog.
29 lipca 1936 roku komendę nad okrętem objął kmdr por. C.H. Brouwer, zastąpiony 15 maja 1938 roku przez kmdra ppor. J.J. Wichersa. 6 września 1938 roku „Soemba” i „Flores” wzięły udział w paradzie floty w Surabai.

### II wojna światowa
W sierpniu 1939 roku kanonierka przeszła do Tanjung Priok, skąd po wybuchu działań wojennych w Europie rozpoczęła patrolowanie Cieśniny Sundajskiej, wraz z niszczycielem „Banckert”, okrętem podwodnym K XV i dwoma patrolowcami. Zadaniem tych sił była ochrona ogłoszonej przez Holandię 3 września neutralności, na co składało się zapobieżenie opuszczenia holenderskich portów przez 19 niemieckich statków i niedopuszczenie do naruszenia wód terytorialnych przez alianckie okręty. 18 listopada dowódcą okrętu został mianowany kmdr ppor. M.M. Merens, zmieniony 12 grudnia przez kmdra ppor. Gustaafa Alexandra Berga.
25 kwietnia 1940 roku komendę nad okrętem objął kmdr por. Johan Christiaan Cornelis . Od momentu ataku Niemiec na Holandię „Soemba” pełniła służbę patrolową na holenderskich wodach terytorialnych, ochraniając jednostki rybackie. Od 15 sierpnia 1940 roku na okręcie rozpoczęto szkolenie nowej załogi, a 17 stycznia 1941 roku otrzymał on nowego dowódcę, którym został kmdr ppor. Petrus Johannes Gerrit Huijer .

#### 1941–1943: Holenderskie Indie Wschodnie i Ocean Indyjski
8 grudnia 1941 roku, po ataku floty japońskiej na Pearl Harbor, „Soemba” wyszła z Surabai na patrol w rejon zachodniego podejścia do Singapuru, prawdopodobnie zestrzeliwując w jego trakcie nieopodal archipelagu Riau japoński samolot bombowy . 15 grudnia kanonierka ubezpieczała stawiacze min Hr.Ms. „Krakatau” i Hr.Ms. „Gouden Leeuw”, które postawiły zagrodę pomiędzy Jawą a Madurą . 24 grudnia okręt powrócił do bazy w Surabai, skąd następnego dnia wyszedł na patrol na wody Cieśniny Bangka, zawijając po drodze do Tanjung Priok, gdzie naprawiono uszkodzony skraplacz. 31 grudnia „Soemba” udała się w stronę archipelagu Riau, który od 1 stycznia 1942 roku stał się jej bazą . 9 stycznia kanonierka zniszczyła nieopodal archipelagu Riau osiem dryfujących min kotwicznych, a 13 stycznia odparła bez strat atak trzech japońskich bombowców . Następnego dnia okręt zawinął do Tanjung Priok, skąd 15 stycznia wyruszył pod Lampung, docierając do celu po czterech dniach . 20 stycznia „Soemba” wraz z krążownikami HMAS „Canberra” i HMS „Dragon”, niszczycielami HMAS „Vampire”, HMS „Express”, USS „Stewart”, USS „Barker” i Hr.Ms. „Van Nes” oraz slupem INS „Jumna” i jachtem patrolowym USS „Isabel” ubezpieczała w zatoce Ratai na Sumatrze przeładunek 3456 żołnierzy z brytyjskiego transportowca „Aquitania” na siedem mniejszych statków, które następnie przewiozły wojsko do Singapuru . Nazajutrz jednostka udała się do Cieśniny Sundajskiej, osłaniając przez kilka dni wyładunek towaru z holenderskiego motorowca „Straat Soenda”, który wszedł na skały. 30 stycznia w Oosthaven okręt pobrał paliwo ze zbiornikowca, a następnie do 15 lutego uczestniczył w osłonie konwojów w Cieśninie Sunda.
Między 16 a 18 lutego „Soemba” wraz z niszczycielami HMS „Encounter” i HMS „Tenedos”, slupem HMAS „Yarra” oraz korwetami HMAS „Burnie” i HMAS „Goulburn” osłaniały ewakuację ludności cywilnej oraz australijskich i holenderskich żołnierzy z Oosthaven, niszcząc po jej zakończeniu w porcie ogniem artyleryjskim cztery pociągi z benzyną i kilka składów amunicji . Następnie okręt wszedł w skład wielonarodowych Pomocniczych Sił Patrolowych Cieśniny Sundajskiej, których zadaniem było nocne patrolowanie wód cieśniny w poszukiwaniu japońskich jednostek desantowych. W nocy z 24 na 25 lutego „Soemba” ostrzelała zajęte przez Japończyków Oosthaven, a rankiem przeszedł do Marak, gdzie stacjonowało sześć australijskich korwet i dwa holenderskie patrolowce . Po południu okręty stały się celem nalotu japońskich bombowców: „Soemba” została obramowana padającymi blisko 15 bombami, jednak nie doznała uszkodzeń, zestrzeliwując jednego z napastników (w wyniku ostrzału z broni pokładowej na kanonierce poległ celowniczy armaty przeciwlotniczej kal. 75 mm, marynarz 3. klasy W.G. van der Wel, a inny członek załogi został ranny) . Następnego dnia podczas patrolu w Cieśninie Sundajskiej okręt znów stał się celem wrogiego lotnictwa, prawdopodobnie zestrzeliwując japoński bombowiec.
27 lutego Pomocnicze Siły Patrolowe Cieśniny Sundajskiej zostały rozwiązane i „Soemba” udała się w kierunku wysp Mentawai, by ochraniać motorowy zbiornikowiec „Tan 8” (2770 BRT), którego zadaniem było dostarczenie paliwa jednostkom alianckim ewakuującym się z Jawy . 1 marca kanonierka dotarła do zbiornikowca i uzupełniła z niego paliwo, po czym w nocy z 1 na 2 marca wyruszyła na poszukiwanie holenderskiego motorowego frachtowca „Siberg” (1871 BRT) . Trwające do 10 marca poszukiwania jednostki nie przyniosły powodzenia i po powtórnym zatankowaniu paliwa ze zbiornikowca „Soemba” udała się w kierunku Cejlonu, dokąd zmierzały ocalałe okręty ewakuujące się z Holenderskich Indii Wschodnich. 13 marca kanonierka dopłynęła do Kolombo, spotykając w porcie inne holenderskie jednostki: krążownik „Jacob van Heemskerck”, niszczyciel „Isaac Sweers”, stawiacz min Willem van der Zaan i okręty podwodne K XIV i K XV . 23 marca okręt wcielono w skład brytyjskiej Floty Wschodniej, lecz już pięć dni później udał się do Bombaju na remont stoczniowy powiązany z przezbrojeniem („Soemba” przebywała w doku od 30 marca do 3 kwietnia) . Z pokładu kanonierki zdemontowano działo przeciwlotnicze kalibru 75 mm i rufowy dalmierz, instalując w zamian podwójnie sprzężone działka przeciwlotnicze Bofors kalibru 40 mm i pojedyncze działko przeciwlotnicze Oerlikon kalibru 20 mm. Po zakończeniu 17 kwietnia prac stoczniowych jednostka, oznaczona numerem taktycznym T199, weszła 21 kwietnia w skład sił ochraniających konwoje kursujące z Zatoki Perskiej do Indii . „Soemba”, bazując w m.in. w Basrze i Bahrajnie, działała na tych wodach do 4 grudnia, kiedy to udała się do Bombaju, docierając do portu przeznaczenia 9 grudnia . Bazując w Bombaju kanonierka nadal uczestniczyła w eskorcie statków na wodach Morza Arabskiego, po czym 6 stycznia 1943 roku trafiła do stoczni w Bombaju na kolejny remont . Z okrętu usunięto bom do podnoszenia i opuszczania wodnosamolotu (którego nie było na pokładzie „Soemby” od czasu ewakuacji z Holenderskich Indii Wschodnich), skrócono główny maszt i zdemontowano z niego reflektor. Jednostka otrzymała również kamuflaż śródziemnomorski . 25 kwietnia dowództwo kanonierki objął kmdr por. Joseph Johan Matthijs Sterkenberg .

#### 1943–1944: Morze Śródziemne
30 kwietnia 1943 roku „Soemba” wyszła z Bombaju w rejs na Morze Śródziemne, via Aden, Suez i Port Said docierając 16 maja do Aleksandrii . W dniach 23–30 maja jednostka pełniła służbę konwojową na trasie Aleksandria – Bengazi . 6 czerwca kanonierka przybyła pod Susę, gdzie weszła w skład zespołu brytyjskiego Eastern Naval Task Force . Następnie okręt dołączył do eskorty konwoju KMS-16, płynącego z Wysp Brytyjskich do Aleksandrii, wychodząc z niej ponownie 3 lipca w eskorcie statków konwoju MWS-36, na pokładzie których znajdowały się siły desantowe mające uczestniczyć w inwazji na Sycylię . 8 lipca „Soemba” uzupełniła paliwo w Trypolisie i nazajutrz wraz z bliźniaczą „Flores” dołączyły do eskorty szybkiego konwoju MWF-36, z którego 10 lipca odbył się desant w pobliżu Przylądka Passero. Do 14 lipca obie kanonierki udzielały wsparcia ogniem artyleryjskim oddziałom walczącym na wschodnim wybrzeżu Sycylii w sektorze „Bark East”. 15 lipca jednostka zawinęła do Syrakuz, a następnie do Augusty . W dniach 16–19 lipca okręt prowadził ostrzał celów lądowych w rejonie Katanii i Misterbianco, zestrzeliwując 19 lipca niemiecki myśliwiec Messerschmitt Bf 109F . Następnego dnia „Soemba” udała się na Maltę, gdzie do 27 lipca na okręcie przeprowadzono remont kotłów .
5 sierpnia, podczas ostrzału wybrzeża Sycylii na wysokości Acireale, jednostka została trafiona w okolicy mostka przez jeden pocisk artyleryjski, w wyniku czego m.in. został ciężko ranny dowódca okrętu kmdr por. Joseph Johan Matthijs Sterkenberg, który wieczorem zmarł w szpitalu okrętowym (obrażenia odniósł również oficer wachtowy por. mar. Louis Eliza van Laer i dwóch marynarzy) . Dowódca został pochowany następnego dnia z wojskowymi honorami na cmentarzu w Auguście, natomiast komendę nad jednostką objął dotychczasowy zastępca – kmdr ppor. Anthonie van Miert . 9 sierpnia „Soemba” ostrzeliwując wschodnie wybrzeże Sycylii unieszkodliwiła niemiecką czterodziałową baterię nadbrzeżną, a następnego dnia zniszczeniu uległ opornik jednej z armat kal. 15 cm . Do naprawy uszkodzenia posłużył identyczny element pochodzący z bliźniaczej jednostki i 12 sierpnia „Soemba” powróciła na swoją pozycję ogniowe, niszcząc kolejną wrogą baterię . Nazajutrz okręt wraz z brytyjską kanonierką HMS „Scarab” ostrzelały skrzyżowanie dróg nieopodal Taorminy . 16 sierpnia nastąpiła kolejna zmiana dowódcy kanonierki: kmdr ppor. Anthonie van Miert został zastąpiony przez kmdra ppor. Pietera Atzo de Boera . Działania kanonierki u wybrzeży Sycylii zakończyły się 17 sierpnia, kiedy to wyspa została w całości opanowana przez aliantów .
25 sierpnia na okręcie doszło do awarii steru, w wyniku czego 27 sierpnia okręt trafił do doku w Bizercie, gdzie do 31 sierpnia usunięto uszkodzenie . W dniach 28 września – 4 października „Soemba” eskortowała konwój płynący z Bizerty do Palermo, a następnie kolejne konwoje poruszające się między Bizertą, Gibraltarem i Port Saidem, bazując w Aleksandrii . 28 października nowym dowódcą jednostki został kmdr ppor. Henri Herman Laurens Pröpper . 2 grudnia w Aleksandrii na okręcie rozpoczęły się prace remontowe, a po ich zakończeniu kanonierka udała się do Hajfy, by umożliwić załodze kilkudniowy odpoczynek. 25 grudnia „Soemba” wyruszyła w składzie konwoju na Maltę, osiągając port przeznaczenia w dniu 2 stycznia 1944 roku .
W styczniu obie bliźniacze holenderskie kanonierki weszły w skład zespołu wsparcia operacji lądowania pod Anzio. W dniach 21–22 stycznia „Soemba” i „Flores” wspierały ogniem artylerii siły desantowe, operując w ramach brytyjskiej grupy Peter Force. 22 stycznia kilku członków załogi zostało rannych w wyniku eksplozji pocisku w lufie jednej z armat kal. 15 cm, lecz w dniach 24–27 stycznia jednostka nadal prowadziła ostrzał pod Anzio, by 30 stycznia uzupełnić paliwo w Neapolu . Od 1 lutego „Soemba” ostrzeliwała ogniem artylerii cele pod Gaetą, Formią i Giano Vetusto, lecz przerwała misję po uszkodzeniu fundamentu działa numer 2 kal. 15 cm, powracając 4 lutego do Neapolu (jednostka została zastąpiona przez „Flores”) . 8 lutego okręt udał się do Valetty, skąd wypłynął w eskorcie konwoju zmierzającego przez Trypolis do Gibraltaru, powracając następnie na Maltę . Stamtąd 25 lutego „Soemba” wraz „Flores” z udały się na remont do Wielkiej Brytanii, osiągając Devonport 15 marca. 16 marca obie kanonierki były wizytowane w Portsmouth przez naczelne dowództwo floty holenderskiej, a 22 marca na ich pokładach gościła królowa Wilhelmina. Po oficjalnych wizytach rozpoczął się remont okrętu, podczas którego wymieniono działa kalibru 149 mm nr 7 na starsze (nr 6), pochodzące z wycofanego ze służby krążownika „Sumatra” i zainstalowano trzy działka przeciwlotnicze Oerlikon kalibru 20 mm.

#### 1944–1945: Lądowanie w Normandii i koniec wojny
W końcu maja okręt powrócił do służby, odbywając wraz z „Flores” ćwiczenia artyleryjskie, a w dniach 3–5 czerwca uczestniczył w eskorcie przybrzeżnego konwoju płynącego wzdłuż południowego wybrzeża Wysp Brytyjskich . Od 6 czerwca w ramach zespołu Western Task Force kanonierka uczestniczyła we wsparciu artyleryjskim operacji lądowania w Normandii, ostrzeliwując dwie baterie nadbrzeżne na plaży Utah . Ostrzał kontynuowano w kolejnych dniach inwazji, a 12 czerwca okręt dotarł do Plymouth w celu uzupełnienia zapasów amunicji; podczas postoju na jednostce dokonano napraw radaru i sonaru, a także zainstalowano radionamiernik HF/DF . 27 czerwca kanonierka udała się w rejon „plaży Sword”, zastępując „Flores”. 8 lipca okręt był świadkiem storpedowania polskiego krążownika ORP „Dragon” przez niemiecką „żywą torpedę” typu Neger . 10 lipca wrogi samolot zrzucił nieopodal okrętu kilkanaście min magnetycznych, z których 12 eksplodowało nie powodując uszkodzeń jednostki . Nazajutrz, po wyczerpaniu amunicji do armat artylerii głównej, „Soemba” udała się do Portsmouth, gdzie 19 lipca prawdopodobnie zestrzeliła niemiecki samolot. Ponieważ lufy dział kal. 15 cm nie nadawały się do użycia, a wszystkie armaty tego typu z „Sumatry” zostały już wykorzystane, 20 lipca jednostka wypłynęła w eskorcie konwoju z Portsmouth do Londynu, gdzie 26 sierpnia została wycofana z czynnej służby przechodząc do rezerwy . W tym dniu dokonała się też zmiana dowódcy jednostki – nowym został kmdr ppor. Theodoor Brunsting . 22 października dowództwo kanonierki objął kmdr ppor. Sako Lambertus de Jong .

### Lata powojenne
W czerwcu 1945 roku w stoczni w Grangemouth jednostkę rozbrojono i rozpoczęto przebudowę na radarowy okręt szkolny . Liczebność załogi wzrosła do 185 osób, wliczając w to szkolonych marynarzy. 6 sierpnia nowym dowódcą okrętu został starszy porucznik Hendrik Anthonius van Oorde, zastąpiony już 19 sierpnia przez kmdra ppor. Jacobusa Johannesa Hogendoorna . 15 czerwca 1946 roku „Soemba” (z oznaczeniem burtowym HX1) powróciła do Holandii, po czym 21 grudnia została skierowana na kilkumiesięczny remont . W sierpniu 1947 roku kanonierka wzięła udział w przeprowadzonych na Morzu Północnym manewrach z lotniskowcem Hr.Ms. „Karel Doorman”. 1 grudnia okręt znów trafił do stoczni na remont, który trwał do 15 kwietnia 1948 roku. W trakcie prac zmieniali się dowódcy jednostki: 15 grudnia 1947 roku komendę nad „Soembą” objął kmdr ppor. Jan Benjamin Kennema, 2 lutego 1948 roku przekazując obowiązki kmdr. ppor. J.G. Stegemanowi. 10 listopada jednostka została wyróżniona w królewskim rozkazie dziennym za zasługi wojenne. 10 stycznia 1949 roku dowódcą okrętu został mianowany kmdr ppor. M.J. Vos. W tym roku „Soemba” w składzie zespołu floty holenderskiej (tworzyły go ponadto: krążownik „Tromp”, niszczyciel „Piet Hein”, trałowiec „Abraham Crijnssen”, okręty podwodne O 23 i „Zeehond”, fregata „Johan Maurits van Nassau”, ścigacz okrętów podwodnych „Queen Wilhelmina” i okręt warsztatowy „Vulkaan”) wzięła udział w ćwiczeniach z jednostkami brytyjskimi i francuskimi na wodach zachodnioeuropejskich.
4 października 1949 roku jednostkę kolejny raz wycofano ze służby, po czym w 1950 roku w stoczni Willemsoord rozpoczęto jej przebudowę na okręt naprowadzania samolotów . Gruntownie powiększono nadbudówki, wymieniono maszt główny na kratownicowy i zamontowano drugi podobny w części rufowej, zainstalowano też uzbrojenie przeciwlotnicze w postaci podwójnie sprzężonych działek Bofors kalibru 40 mm (na nadbudówce rufowej) i dwóch pojedynczych działek Oerlikon kalibru 20 mm. „Soemba” otrzymała też wyposażenie radarowe, pochodzące z wycofanego ze służby brytyjskiego pancernika HMS „Rodney”. W wyniku przebudowy wyporność standardowa wzrosła do 1680 ts, a pełna do 1796 ts; średnie zanurzenie wynosiło 3,7 metra, a załoga liczyła 164 osoby. 1 czerwca 1951 roku oznaczoną znakiem taktycznym A891 jednostkę ponownie przyjęto do służby, a dowodził nią kmdr ppor. N.J. Jongewaard . W ciągu trzech lat „Soemba” odbyła wiele rejsów szkoleniowych i uczestniczyła w ćwiczeniach i manewrach (m.in. w maju i w dniach 17–26 listopada 1953 roku w przeprowadzonych nieopodal Portsmouth ćwiczeniach z brytyjskim radarowym okrętem szkolnym HMS „Boxer”, a we wrześniu tego roku w ćwiczeniach z niszczycielami „Evertsen” i „Kortenaer”, fregatami „Van Amstel” i „De Bitter” oraz okrętami podwodnymi „Walrus” i „Zeeleeuw”). Często następowały zmiany dowódców okrętu: 12 maja 1952 roku komendę objął kmdr ppor. Pieter Villem Cornelis de Vos, 2 lutego 1953 roku kmdr ppor. A. van Sorge, 9 marca tego roku J.D. van der Star, a 30 lipca 1954 roku kmdr por. W.F. van der Valk Bouman. Od 27 listopada 1953 roku do 15 lutego 1954 roku „Soemba” przeszła remont stoczniowy, a 30 listopada wycofano ją ze służby. 1 stycznia 1956 roku okręt został skreślony z listy floty, po czym przeholowano go do Den Helder, rozbrojono i wymieniono tylny maszt na palowy, a od 1 października stał się hulkiem mieszkalnym .
W połowie 1958 roku jednostkę przeholowano do Den Oever (Hollands Kroon), gdzie 15 września przywrócono ją do służby w charakterze okrętu szkolnego nurków. W grudniu 1962 roku rozpoczęła się przebudowa okrętu, mająca na celu dostosowanie do pełnienia funkcji okrętu-bazy nurków: m.in. obniżono i przedłużono nadbudówki oraz podwyższono komin. Po tej modernizacji załogę jednostki stanowiło 12 oficerów oraz 176 podoficerów i marynarzy. Do służby „Soemba” powróciła 24 marca 1964 roku, pełniąc ją w Den Oever do 9 czerwca 1985 roku . W latach 1958–1985 dowództwo okrętu sprawowali: kmdr ppor. D. Teer (od 1 września 1958 roku), kmdr ppor. A.E. Jager (od 29 października tego roku), kmdr ppor. W. Enterman (od 18 listopada 1960 roku), kmdr ppor. H.P. van der Lelie (od 30 marca 1961 roku), kmdr ppor. F.G.A. Woudstra (od 24 marca 1964 roku), kmdr ppor. A. Tortike (od 21 lipca 1964 roku), kmdr ppor. F.T. de Bree (od 2 września 1966 roku), kmdr ppor. W.W. Bak (od 30 sierpnia 1968 roku), kmdr ppor. W.K. Verbroeket (od 9 października 1970 roku), powtórnie kmdr ppor. H.P. van der Lelie (od 4 kwietnia 1972 roku), kmdr ppor. W.J. de Bruijn (od 28 czerwca 1974 roku), starszy porucznik (później kmdr ppor.) E.C.A. Tekke (od 27 stycznia 1978 roku), kmdr ppor. J.O. Geertsma (od 2 listopada 1979 roku) i kmdr ppor. J.G. Vos (od 16 września 1983 roku do końca służby).
5 lipca 1985 roku okręt został sprzedany belgijskiej firmie Van Heyghen Fréres z Burcht (Zwijndrecht) za kwotę 74 484 lub 85 000 guldenów . 9 lipca holownik „Taktow 1” przeholował kadłub jednostki do Burcht, gdzie została zezłomowana.